# 李庄禹王宫
李庄禹王宫，位于中国四川省宜宾市翠屏区李庄镇，建于清道光十一年（1831年），建筑面积达2200平方米，是李庄镇内现存规模最大的清代建筑群，2007年6月1日公佈為四川省第七批文物保護單位。
該廟原为湖广籍人士兴建的湖广会馆，在中国抗日战争时期成为了内迁四川的国立同济大学校本部驻地。1949年后李庄禹王宫成为李庄粮站仓库，1992年成为佛教寺庙，被更名为慧光寺。2019年，当地政府完成李庄禹王宫总体修缮设计。